# Мёдинг, Фриц
Фриц Мёдинг (нем. Fritz Möding, XIX век — неизвестно) — немецкий хоккеист на траве, нападающий. Участник летних Олимпийских игр 1908 года.

## Биография
Фриц Мёдинг играл в хоккей на траве за «Уленхорстер» из Гамбурга.
В 1908 году вошёл в состав сборной Германии по хоккею на траве на летних Олимпийских играх в Лондоне, занявшей 5-е место. Играл на позиции нападающего, провёл 2 матча, забил 1 мяч в ворота сборной Франции. Этот мяч стал единственным для немцев на турнире и первым для немецкого хоккея на траве на Олимпийских играх.
О дальнейшей жизни данных нет.